# Rešima mamlachtit
Rešima mamlachtit (hebrejsky: רשימה ממלכתית, doslova Národní kandidátka) je bývalá izraelská politická strana existující v letech 1969–1973. Navzdory tomu, že ji založil David Ben Gurion, hlavní postava izraelské levice 20. století, je Rešima mamlachtit jedním z předchůdců Likudu, nynější hlavní pravicové strany v Izraeli.

## Okolnosti vzniku a ideologie strany
Strana byla založena před volbami roku 1969 Davidem Ben Gurionem, poté co jím založená strana Rafi přistoupila navzdory přání Ben Gurion k levicové střechové platformě Ma'arach. Založil proto novou stranu Rešima mamlachtit, která ve volbách získala 3,1 % hlasů a čtyři poslanecké mandáty. Kromě Davida Ben Guriona to byli Me'ir Avizohar, Iser Har'el a Jig'al Hurvic. Během funkčního období ale Me'ir Avizohar odešel do levicové strany Ma'arach, čímž se poslanecký klub zmenšil na tři členy. Ben Gurion rezignoval na členství v Knesetu roku 1970 a byl nahrazen poslancem Zalmanem Šovalem.
Po odchodu Ben Guriona z aktivní politiky se strana začala rozpadat. Před volbami roku 1973 se připojila k novému pravicovému bloku Likud, který ve volbách získal 39 mandátů a Jig'al Hurvic a Zalman Šoval za něj usedli v Knesetu. Strana stále existovala jako samostatná formace v rámci Likudu, přičemž roku 1976 se sloučila s dalšími menšími stranami Hnutí za Velký Izrael a ha-Merkaz ha-acma'i do frakce La'am (Pro národ), která dál existovala v rámci Likudu. Samostatná existence strany Rešima mamlachtit tím skončila.

## Pokus o obnovu strany
Během funkčního období devátého Knesetu zvoleného ve volbách roku 1977 vytvořili 26. ledna 1981 tři poslanci, kteří odešli z Likudu (Jig'al Hurvic, Zalman Šoval a Jicchak Perec) samostatný poslanecký klub nazvaný Rafi-Rešima mamlachtit. Šlo jen o volnou návaznost na dvě starší politické strany založené Ben Gurionem. Navíc se tento nový subjekt začal rychle rozpadat. 19. května 1981 jej opustili Zalman Šoval a Jig'al Hurvic, kteří spolu s Moše Dajanem odešli zakládat stranu Telem. Zbyl jen Jicchak Perec a ten se 27. května 1981 vrátil do Likudu.
Strana byla obnovena Jig'alem Hurvicem v roce 1983 pod názvem Rafi-Rešima mamlachtit, poté co se rozpadl poslanecký klub strany Telem. Před volbami roku 1984 byla přejmenována na Omec. Ve volbách získala jeden poslanecký mandát (Jig'al Hurvic).